# Bask
Bask, (9 février 1956 - 24 juillet 1979) élevé au Haras d'État d'Albigowa en Pologne, est un étalon de race arabe bai, importé aux États-Unis en 1963 par le Dr Eugene LaCroix de Lasma Arabians, qui est devenu un reproducteur d'importance majeure pour la race Arabe.

## Ascendance
Le père de Bask était Witraz, fils du célèbre Ofir, qui a également engendré Witez II. Sa mère était Balalajka, une fille d'Amurath-Sahib, considérée comme l'une des meilleures poulinières de Pologne. Il a été envoyé sur la piste de course, car il était courant à l'époque que les chevaux soient envoyés à la course à l'âge de trois ans afin de déterminer leur capacité athlétique et leur endurance. En 1961, Albigowa a cessé d'élever des Arabes, ainsi après sa carrière de courses de chevaux, Bask a été envoyé au haras national de Janow Podlaski .
Bask faisait partie d'une « famille » d'une importance considérable. Tous les descendants de Balalajka, sauf un, étaient de Witraz, et donc des frères et sœurs de Bask. Sa propre sœur Arfa était la mère d'Argos, qui était un étalon important en Grande-Bretagne pour Patricia Lindsay. Sa propre sœur Bandola était une jument d'importance connue sous le nom de « reine de Pologne », et mère de Bandos, par Negatiw,. La sœur 3/4 de Bask, Bachantka (par Wielki Szlem), a été importée aux États-Unis en 1961 par Varian Arabians, où elle était une championne du Top 10 et une jument de fondation majeure pour le programme Varian.
Le nom de Bask a été choisi par Roman Pankiewicz, qui était directeur adjoint d'Albigowa à l'époque. Pankiewicz a déclaré: «J'ai toujours essayé de donner aux chevaux des noms courts, agréables, faciles à traduire - parce que leur exportation avait déjà commencé à cette époque. Et Bask [en polonais] est un courageux habitant du Pays basque en Espagne ... les Basques sont des gens qui travaillent dur. Et ainsi le cheval est devenu Bask. Ce nom lui convenait, pas aux autres.

## En Pologne et en Amérique
Ayant beaucoup couru en Pologne, (4/40, 8/7/7) Bask n'a pas été évalué comme reproducteur avant l'âge de six ans. Il n'a jamais été mis au haras en Pologne, car le haras Janów Podlaski comptait déjà un certain nombre de fils de Witraz. Pour cette raison, les Polonais étaient également disposés à le vendre. Il devait en fait être hongré à son retour de la piste, mais a été acheté pour la somme relativement modeste de 3000 $ par le Dr LaCroix, qui avait initialement l'intention de le revendre à un éleveur suédois, mais lorsque cette vente a échoué, a pris le cheval en Amérique.
À son arrivée aux États-Unis, après un voyage très difficile en bateau, Bask a été mis au haras et entraîné pour le ring d'exposition. Bask a obtenu sa légion du mérite de l'International Arabian Horse Association (maintenant Arabian Horse Association ), et a été l'étalon national Champion Halter des États-Unis en 1964 et le champion des chevaux du parc national des États-Unis en 1965, l'un des quatre seuls étalons arabes à avoir remporté des championnats nationaux en licol et en performance. Il a également été champion national de réserve en 1967 dans l'équivalent de conduite au harnais du parc, conduite formelle. Il est le seul cheval à avoir remporté des doubles championnats nationaux en licol et en parc.

## Influence sur l'élevage américain
Bask a engendré 1 050 poulains pur‑sang arabes, la plupart avant que l'insémination artificielle ne soit répandue dans l'industrie équine, et 196 d'entre eux sont devenus des champions nationaux américains ou canadiens. Son impact sur l'élevage de chevaux arabes américains a été qualifié de « colossal ».
Bask est mort le 24 juillet 1979 des suites de coliques. Son corps est maintenant enterré au Kentucky Horse Park dans son cimetière des champions, et il est honoré d'une statue de bronze dans le hall du Musée international du cheval .